# Shelton and Hardwick
Shelton and Hardwick – gmina (civil parish) w Anglii, w hrabstwie Norfolk, w dystrykcie South Norfolk. Leży 19 km na południe od Norwich i 143 km na północny wschód od Londynu. Miejscowość liczy 283 mieszkańców.